# Mao Tiễn
Mao Tiễn (chữ Hán giản thể: 茅箭区) là một quận thuộc địa cấp thị Thập Yển, tỉnh Hồ Bắc, Cộng hòa Nhân dân Trung Hoa. Quận này có diện tích 540,3 ki-lô-mét vuông, dân số năm 2004 là 230.000 người. Về mặt hành chính, quận này được chia thành 4 nhai đạo, 1 trấn và 2 hương.
- Nhai đạo: Ngũ Yển, Nhị Yển, Vũ Đang Lộ, Bạch Lãng.
- Trấn: Đại Xuyên.
- Hương: Mão Tháp, Uyên Ương.